# Heather Watson
Heather Miriam Watson (sinh ngày 19 tháng 5 năm 1992) là một vận động viên quần vợt người Anh Quốc và là nhà vô địch nội dung đôi nam nữ giải Wimbledon năm 2016. Cô là cựu tay vợt số 1 ở Anh Quốc và hiện đang là số 3 ở Anh Quốc.
Cô vô địch nội dung đôi nam nữ tại Giải quần vợt Wimbledon 2016 với Henri Kontinen.
Vào tháng 10 năm 2012, Watson giành được danh hiệu đơn WTA đầu tiên tại Giải quần vợt Nhật Bản Mở rộng, trở thành tay vợt nữ Anh Quốc đầu tiên giành được một danh hiệu đơn WTA kể từ sau Sara Gomer vào năm 1988.
Trong sự nghiệp trẻ, Watson đã vô địch Giải quần vợt Mỹ Mở rộng và giành được huy chương vàng tại Đại hội thể thao Trẻ Khối Thịnh vượng chung 2008. Cô từng đứng thứ 3 trên thế giới ở ITF Junior Circuit.